# St. Nikolaus (Altenthann)

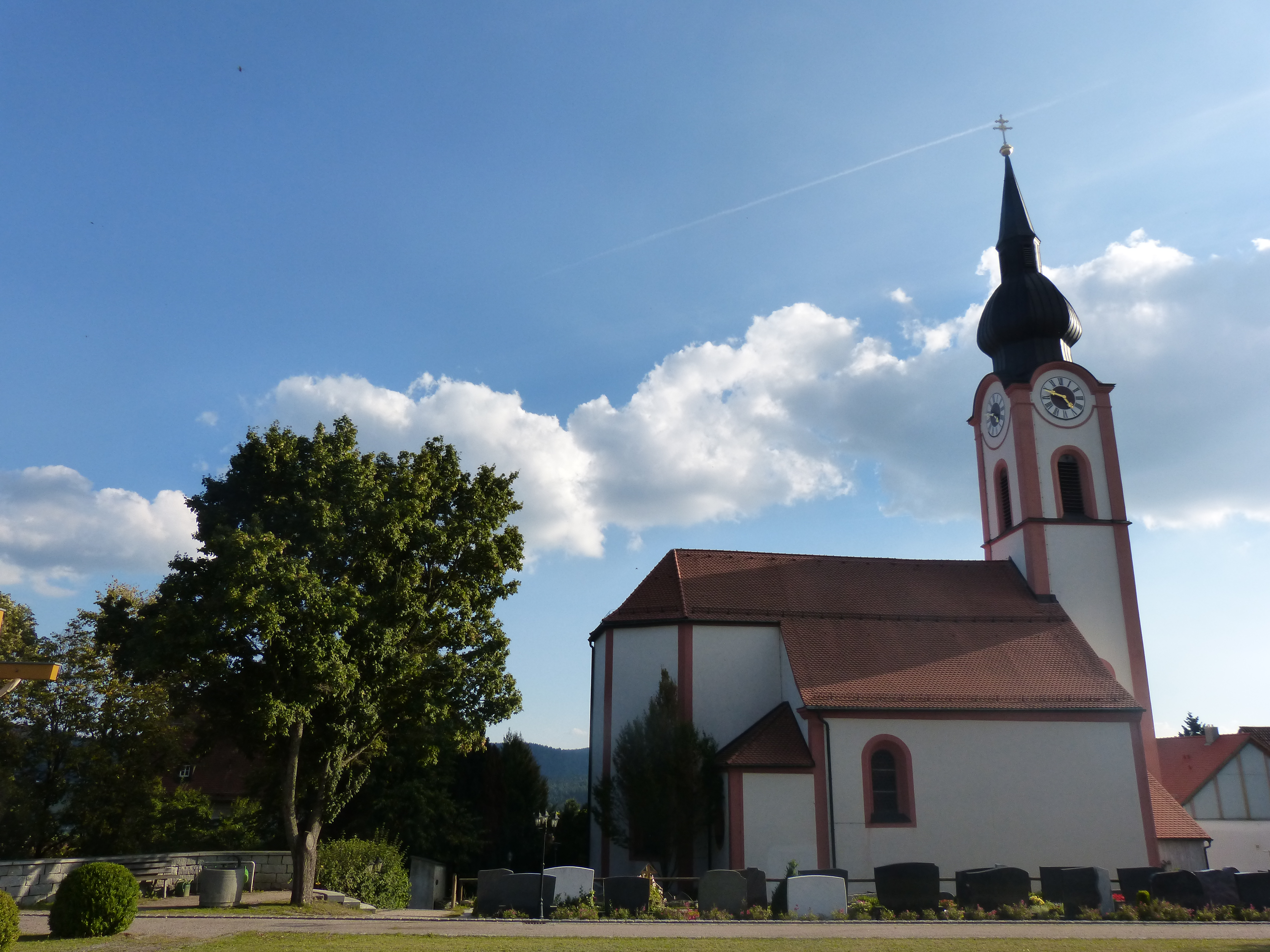
St. Nikolaus (Altenthann)

Die römisch-katholische, denkmalgeschützte Pfarrkirche St. Nikolaus steht in Altenthann, einer Gemeinde im Landkreis Regensburg der Oberpfalz. Die Kirche gehört zum Bistum Regensburg. Das Bauwerk ist unter der Denkmalnummer D-3-75-114-1 als Baudenkmal in die Bayerische Denkmalliste eingetragen.

## Beschreibung
Die nach Süden ausgerichtete Saalkirche wurde 1905 nach einem Entwurf von Heinrich Hauberrisser anstelle des abgebrannten Vorgängerbaus von 1712 errichtet. Sie besteht aus einem Langhaus, das aus einem Mittelschiff und einem Seitenschiff im Osten besteht, und im Süden des Langhauses aus einem eingezogenen Chor und einer Apsis. Der Innenraum des Mittelschiffs ist mit einer Flachdecke überspannt, der des Seitenschiffs mit einem Kreuzgratgewölbe, der des Chors mit einem Tonnengewölbe. Die Deckenmalerei schuf 1911 Josef Wittmann. Der Hochaltar wurde 1906/07 gebaut. Auf dem Altarretabel ist der heilige Nikolaus dargestellt. Der Kirchturm und der dreiseitig geschlossene Chor des Vorgängerbaus blieben erhalten und sind in die geostete Michaelskapelle integriert.